# Grootsporige kopergroenbekerzwam
De grootsporige kopergroenbekerzwam (Chlorociboria aeruginosa) is een blauw- tot geelgroene, vrij kleine bekerzwam. Hij leeft saprotroof op rottend hout van diverse loofbomen, vooral eik, beuk en hazelaar. De soort wordt gekenmerkt door de ruwwandige "tomentumhyfen" aan de onderzijde der apothecia, en sporen van 9-14 × 2-4 µm.

## Kenmerken

### Uiterlijke kenmerken
De apothecia hebben een zeer korte steel. De vorm is aanvankelijk komvormig, maar naarmate hij ontwikkelt wordt hij steeds breder, met golvende randen. Hij bereikt een diameter van 0,5-1 cm en een hoogte van minder dan 1 cm. Het bovenste, vruchtbare oppervlak is lichtgroen en glad, het onderste, steriele oppervlak is viltig en lichtblauwgroen en wordt met de jaren donkerder. Centrale of licht excentrische steel, dezelfde kleur als de onderkant. 
Waar de schimmel groeit, wordt het hout groen, maar vruchtlichamen vormen zich meestal in de zomer en herfst. Ze komen vrij zelden voor, vaker komt de schimmel alleen voor in de vorm van mycelium dat het hout groen kleurt.

### Microscopische kenmerken
De parafysen zijn nauw knotsvormig. De asci zijn achtsporig en meten 65 × 5 µm. De ascosporen meten 9-14 × 2-4 µm en hebben twee kleine ingewanden; één aan elk uiteinde.

## Vergelijkbare soorten
De gewone kopergroenbekerzwam (Chlorociboria aeruginascens) lijkt morfologisch erg op de grootsporige kopergroenbekerzwam. Deze soorten zijn alleen te onderscheiden door microscopisch onderzoek.

## Verspreiding
De grootsporige kopergroenbekerzwam komt in Nederland zeldzaam voor. Hij staat op de rode lijst in de categorie 'gevoelig'.